# Granja Vella de Martí-Codolar

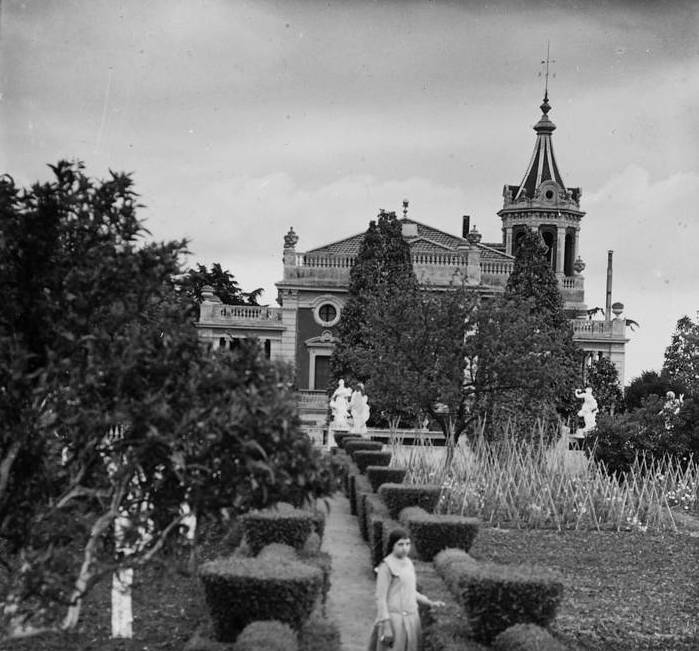
Els jardins l'any 1914

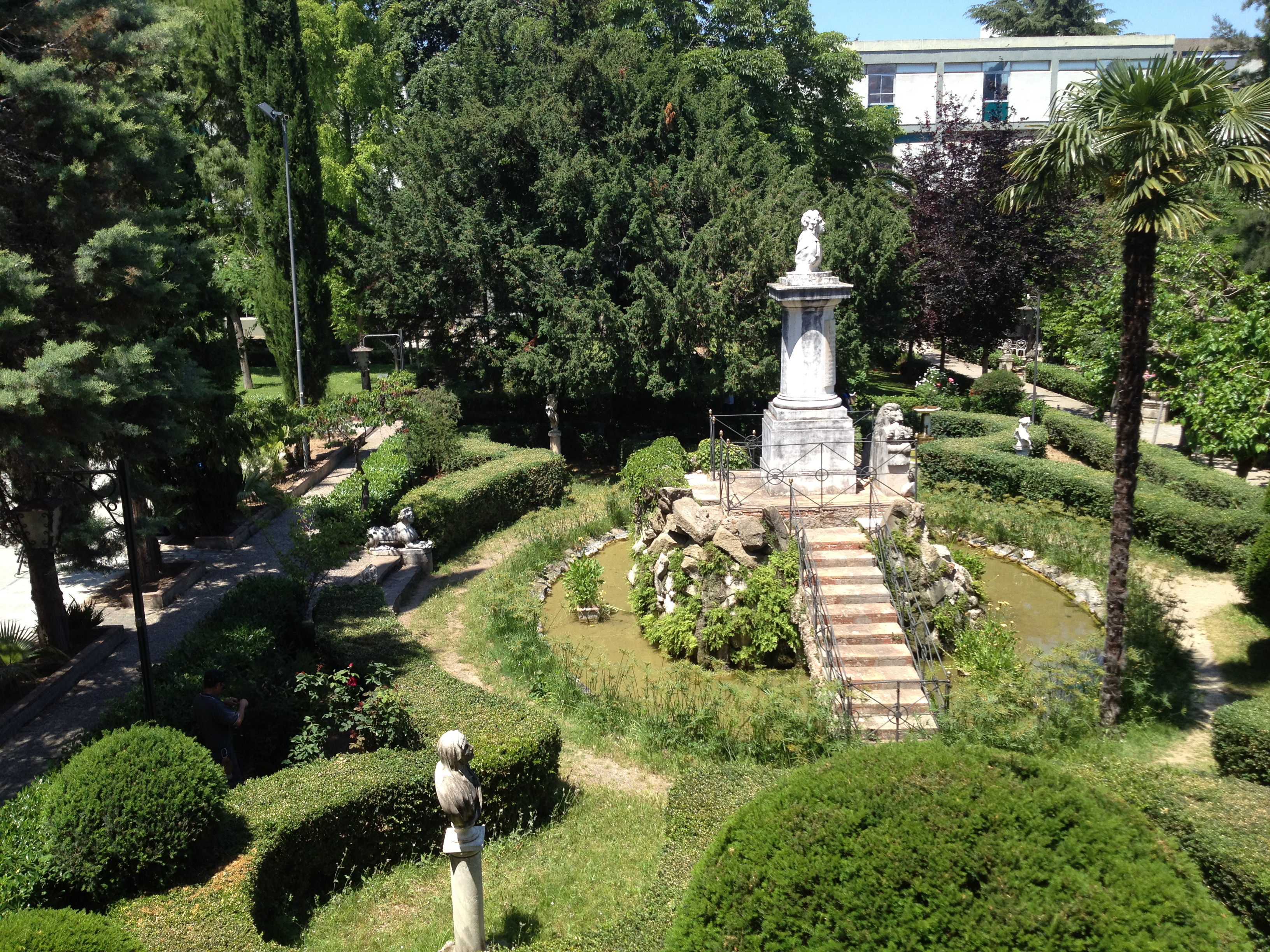
Vista dels jardins

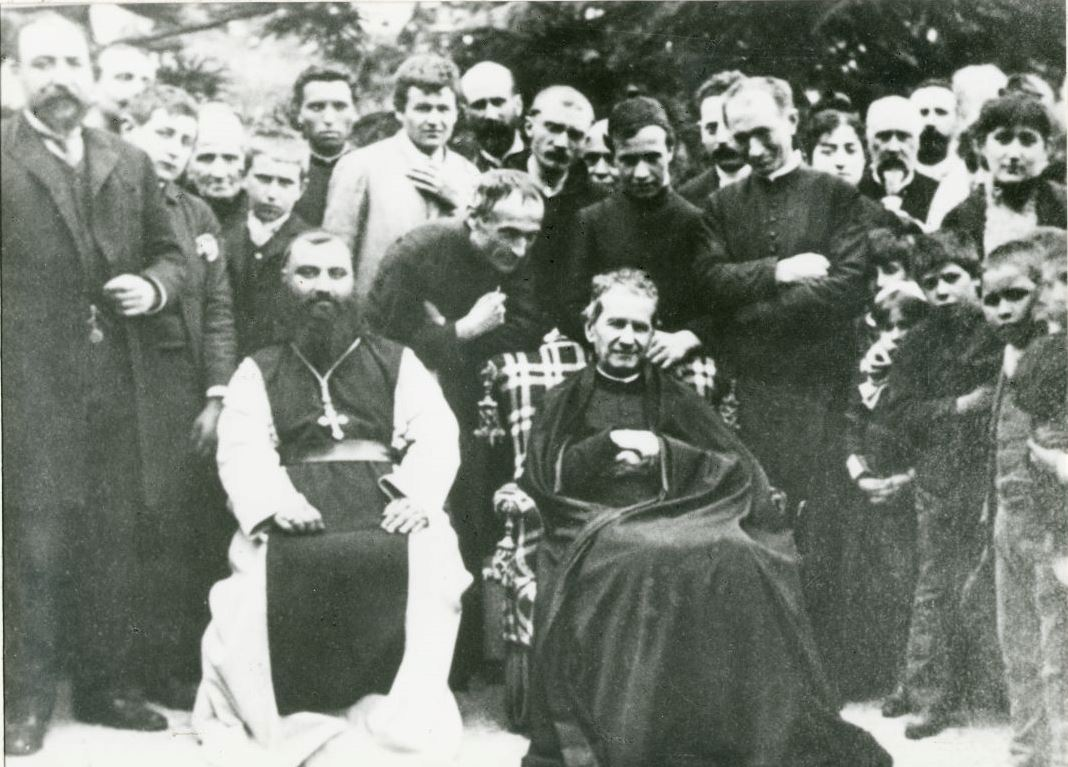
Visita de Joan Bosco l'any 1886

La Granja Vella de Martí-Codolar és una finca residencial i agrícola situada entre els carrers del Cardenal Vidal i Barraquer i de la Granja Vella, l'avinguda de Martí i Codolar i el Camí de Sant Genís a Horta de Barcelona. Està catalogada com a bé cultural d'interès local.

## Història
La finca té el seu origen en una antiga torre de defensa, la Torre Jussana, de la que no queda cap vestigi. En el seu testament del 1460, Antònia Torralba, «senyora de la Torre de Sant Genís d'Horta», va llegar l'extensa finca, coneguda amb el nom de mas Soler, al seu marit Joan d'Hostalric i Sabastida. El 1540 pertanyia a la família Gausach, i posteriorment passà a mans de la comtessa de Benavente, que el 1585 la vengué a Miquel Lavallol.
El 1722, passà a mans dels monjos del monestir de Sant Jeroni de la Vall d'Hebron, que van convertir-la en la Granja de Sant Jeroni. Quan aquests van comprar una altra casa on avui hi ha l'Hospital de la Vall d'Hebron, van anomenar-la la Granja Nova, mentre que l'altra va passar a ser la Granja Vella. El 1798, els monjos la van establir en emfiteusi a l'indià Josep Milà de la Roca i Serra. Aquest morí el 1803 i deixà com a hereu el seu fill Josep Joaquim Milà i de la Roca i Astigarraga, que va transformar l'antiga masia en una sumptuosa mansió. El 1824, a causa de la devallada dels negocis i la situació econònica de la família, va haver de vendre la Granja Vella al comerciant de Vilanova i la Geltrú Isidre Inglada i Marquès, que portà la finca a la seva esplendor i la transformà en un lloc aristocràtic.
A la seva mort el 1852, fou heretada per Joaquim Martí i Codolar, que va construir-hi els jardins i la gran bassa quadrada. Mort el 1865, la seva vídua Àngela Gelabert i el seu fill Lluís Martí-Codolar i Gelabert hi construïren pavellons i jardins i crearen el primer zoo de Barcelona, amb un elefant, armadillos, estruços, nyandús, cangurs, llames, gaceles i molts altres animals, que el 1892 van vendre a l'Ajuntament de Barcelona. La casa fou reconstruïda pel mestre d'obres Jaume Brossa i Mascaró. En foren visitants de la finca el rei Ferran VII i el rei Alfons XIII, encara infant. El 3 de maig del 1886 s'hi va produir la coneguda visita del fundador dels salesians, Joan Bosco, que havia arribat a Barcelona el 8 d'abril per a recaptar fons per a l'apostolat i les missions, i Lluís Martí-Codolar hi va fer bona amistat. L'any següent, la familia Martí-Codolar va visitar-lo a Torí.
A principis del segle xx, la casa es va utilitzar com a estudi cinematogràfic. S'hi van filmar les pel·lícules Amor que mata (1908), Guzmán el Bueno (1909), El Nocturno de Chopin (protagonitzada per Margarita Xirgu), i adaptacions teatrals com Terra Baixa d'Àngel Guimerà i La Dolores, de Feliu i Codina. Oberta al món de la cultura i l'art, va ser lloc d'inspiració de figures com Eduardo Marquina, Santiago Rusiñol, Margarita Xirgu, Josep Maria de Segarra, Amadeu Vives, etc.
L'any 1936, amb l'esclat de la Guerra Civil, la finca fou incautada per milicians i després per la Generalitat. Joan Puig i Elias, conseller de Cultura de l'Ajuntament de Barcelona, i fundador del Consell de l'Escola Nova Unificada de Catalunya (CENU), hi va acollir els nens orfes provinents del front d'Aragó, especialment de les poblacions de Pina de Ebro i Gelsa el setembre del 1936, que a més d'hostalatge van rebre educació, fins al final de la guerra, que van ser traslladats a La Bastide Rouge de Lagnes (França), fins que el govern franquista els va repatriar.
L'amistat i la bona relació dels Martí-Codolar amb la congregació dels salesians de Sarrià van fer que el 1946 els cedissin la finca. El 1949 hi van inaugurar el seminari, i posteriorment, hi construirin edificis annexos: un nou oratori (1954), l'església (1959), el pavelló acadèmic (1963), i el pavelló residencial (1969).
De cara als Jocs Olímpics del 1992, l'Ajuntament de Barcelona va comprar als salesians una gran extensió de la finca per a la construcció del Parc de la Vall d'Hebron, amb tot d'instal·lacions esportives.

## Arquitectura
Situada al bell mig d'un jardí envoltat de construccions annexes, la casa de la Granja Vella és un edifici singular d'un estil a mig camí entre l'eclecticisme i l'historicisme d'arrel francesa. Es tracta d'una edificació de planta quadrada que comprèn planta baixa, planta noble i golfes sota coberta a doble vessant. La façana principal, ricament treballada, presenta la planta baixa acabada amb estucs bicolors en franges horitzontals Al bell mig s'hi obre el portal principal, emmarcat per dues pilastres faixades de pedra de Montjuïc que sostenen una llinda esculpida amb un atlant que sosté la volada del balcó de la planta noble. A banda i banda del portal s'hi obren dues finestres tancades amb una complexa gelosia de ferro forjat de perfil bombat a joc amb les baranes dels balcons de la planta noble. Les portes de dits balcons estan flanquejades amb pilastres que sostenen entaulaments i frontons de gust clàssic i de gran volumetria. El frontó central, que presideix el balcó, conté un medalló en forma de conquilla que presenta el bust de Consol Pasqual, esposa de Lluís Martí-Codolar i Gelabert. Les golfes s'obren al carrer per mitjà de tres ulls-de bou parcialment inserits en un potent cornisament escultòric. Al bell mig de la façana, un frontó circular trencat conté les inicials MC (Martí-Codolar) coronades per una pell de lleó. La façana queda rematada per una balustrada ornada amb borles i hídries i un grup escultòric que representa tres amorets jugant amb garlandes florals. L'angle meridional de la façana ressalta per la presència d'una galeria de pedra sostinguda per tres columnes corínties que sostenen un entaulament circular amb decoracions en relleu. Sobre la tribuna s'alça una torre vuitavada amb pilastres cantoneres entre les que s'obren tot d'arcs de mig punt. Sobre el cornisament d'aquesta torre, quatre llucanes (una de les quals conté un rellotge i un petit carilló) s'insereixen a una cuculla de pissarra i zenc.
L'interior de la torre destaca per haver conservat les fusteries i vitralls originals, així com llurs terres i arrambadors de marbre i una magnífica xemeneia neogòtica de pedra i fustes nobles.
Els jardins es presenten densament poblats per tota mena de vegetació com pins, palmeres, avets i acàcies al voltant d'avingudes ombrívoles ornades amb escultures i templets clàssics de pedra. Entre aquestes escultures cal ressaltar un grup de amorets que representen els dotze treballs d'Hèrcules i dues esfinxs.
Al bell mig d'un estany ovalat es troba un monument que commemora les visites de Ferran VII i d'Alfons XIII, consistent en un bust apol·lini damunt d'una columna toscana al fust de la qual s'hi llegeix la inscripció «El rey Nuestro Señor D. Fernando VII y su augusta esposa la reyna dña. María Josefa Amalia Q.D.G. el 17 de Marzo de 1828 honraron con su r. Presencia esta casa de campo: y sus propietarios D. Ysidro Ynglada y D. Teresa Ynglada y Codolar, que tuvieron la satisfacción de acompañarles, han hecho erigir este monumento, agradecidos». Als peus de la columna hi reposa un lleó que sosté una cartel·la amb la corona reial i la inscripció «60 años después, en 1 de junio de 1888 los propietarios de esta casa de campo Sres. Martí-Codolar la vieron favorecida con la real presencia de S.M. el rey Don Alfonso XIII Q.D.G. y lo consignan en memoria perenne de distinción tan señalada». També als jardins hi ha la recreació d'un dolmen en record de la visita que feu Joan Bosco amb la inscripció «El Rvmo. Don Juan Bosco, insigne fundador de los Talleres Salesianos, acompañado de los huérfanos acogidos en el Oratorio de Sarrià, honró con su presencia y bendijo esta casa el día 3 de mayo de 1886. Para perpetuar el recuerdo de tan grata visita se levantó este monumento».